# Manuel Ruiz Valarino
Manuel Ruiz Valarino (València, 1868 - Alacant, 1921) fou un militar i polític valencià, diputat a les Corts Espanyoles durant la restauració borbònica.
Era fill de Trinitario Ruiz Capdepón i germà de Vicente Ruiz Valarino i Trinitario Ruiz Valarino. Militar de carrera de l'arma de la marina, capità de corbeta, abandonà les armes per a dedicar-se a la política. Com els seus germans, fou membre del Partit Liberal Demòcrata de Manuel García Prieto, i fou elegit diputat pel districte d'Oriola a les eleccions generals espanyoles de 1910, 1914, 1916 i 1918. Entre 1916 i 1918 fou governador civil d'Àlaba, i més tard ho fou de Toledo i de les Illes Balears